# Miñón
Miñón es una localidad del municipio burgalés de Medina de Pomar, en la Comunidad Autónoma de Castilla y León (España). 

## Localidades limítrofes
Confina con las siguientes localidades:
- Al noreste con Villamezán.
- Al este con Pomar.
- Al sureste con Medina de Pomar.
- Al oeste con Villanueva la Lastra y Quintanilla de los Adrianos.
- Al noroeste con Céspedes.

## Demografía
Evolución de la población
| Gráfica de evolución demográfica de Miñón entre 2000 y 2017        |
|                                                                    |
| Población de derecho (2000-2017) según el padrón municipal del INE |

## Historia

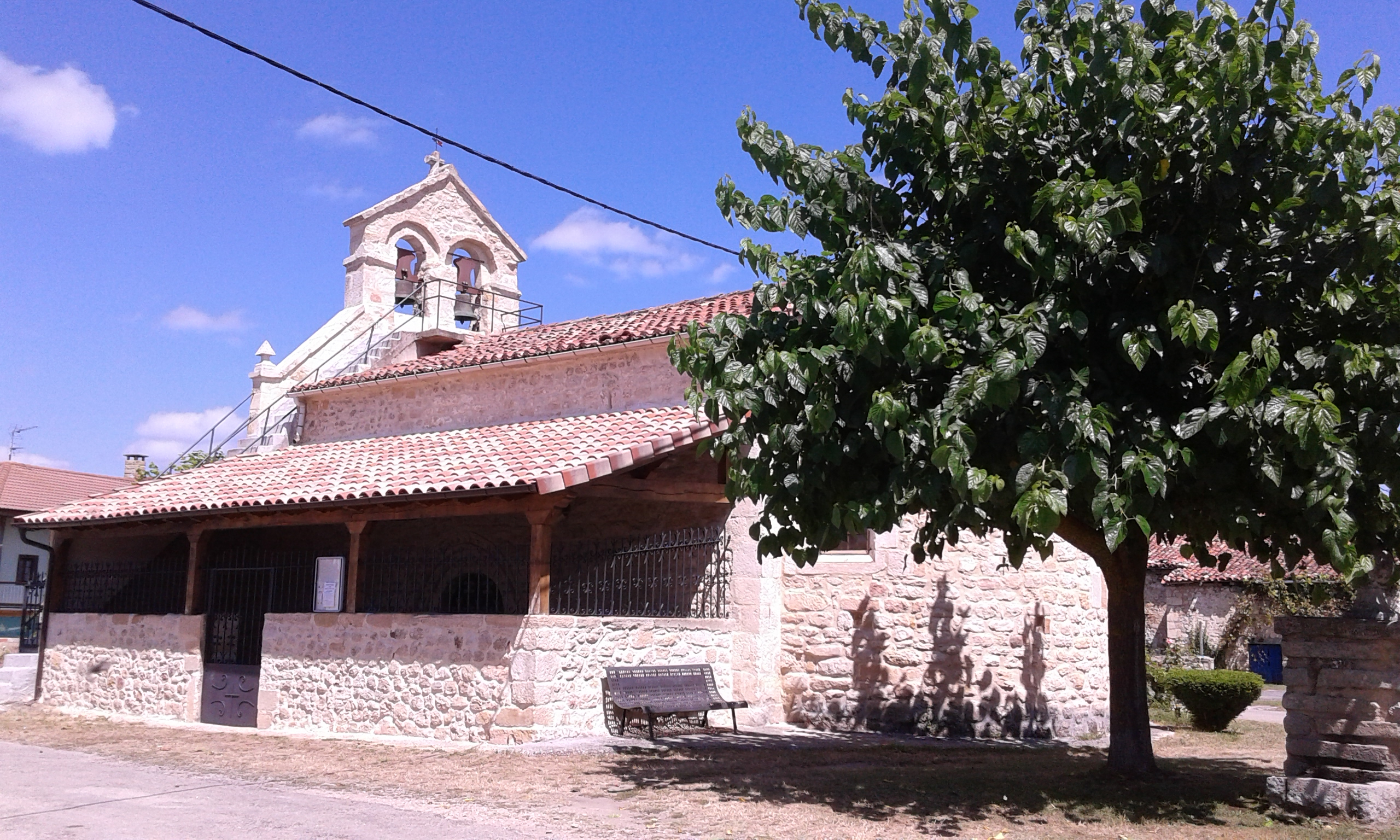
Iglesia de Santa Eulalia de Miñón

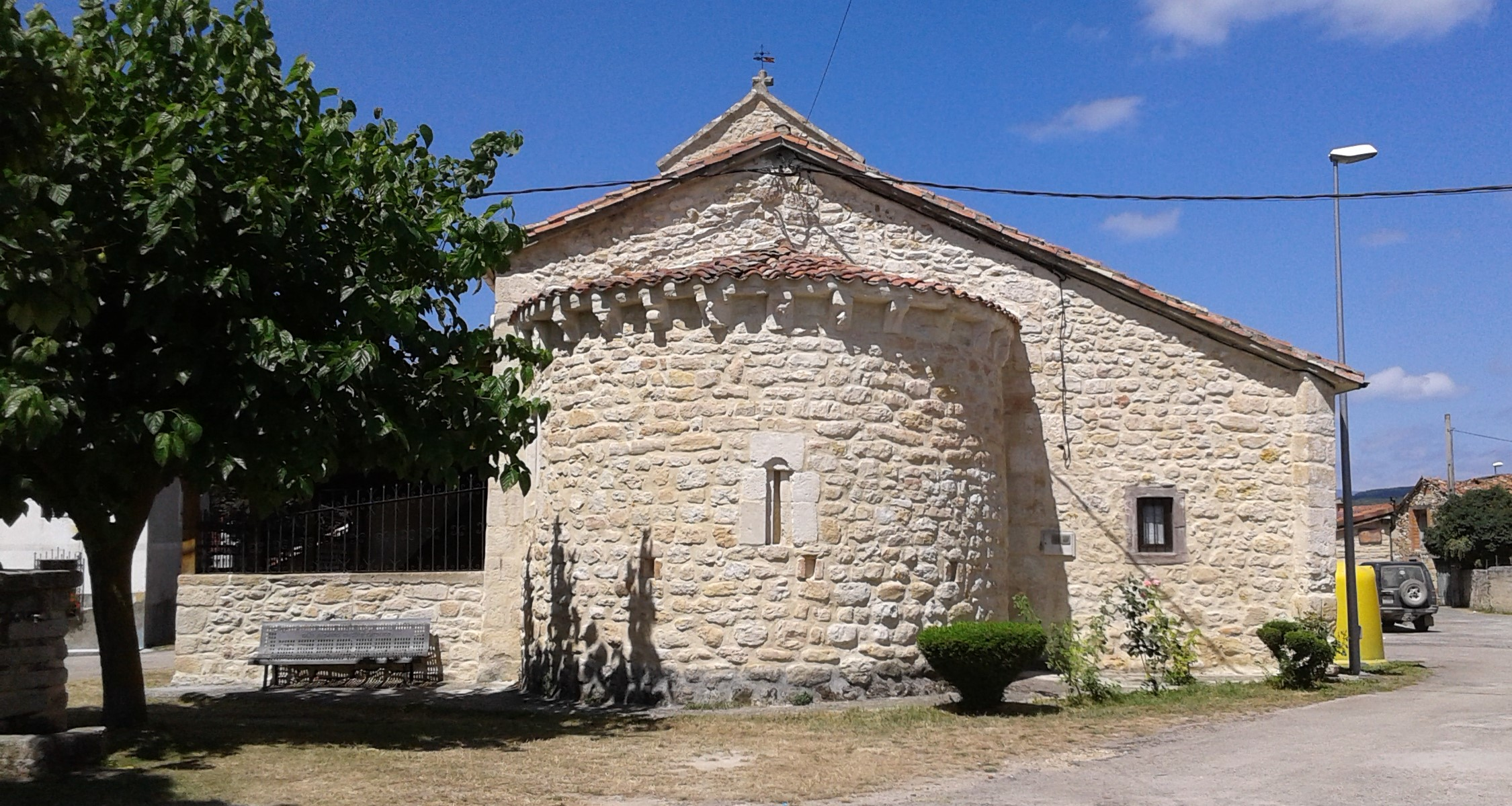
Iglesia de Santa Eulalia, ábside románico

Así se describe a Miñón en el tomo XI del Diccionario geográfico-estadístico-histórico de España y sus posesiones de Ultramar, obra impulsada por Pascual Madoz a mediados del siglo XIX:

Lugar en la provincia, diócesis, audiencia territorial y capitanía general de Burgos (14 leguas), partido judicial de Villarcayo (1) y ayuntamiento de la merindad de Castilla la Vieja (1 ½). Situado en 1 pequeña altura, pero en paraje llano, donde reinan con más frecuencia los vientos N, E y O; su clima es bastante sano, siendo las enfermedades dominantes las pulmonías. Tiene 28 casas, 1 escuela de primeras letras frecuentada por 12 niños, cuyo maestro está dotado con 10 fanegas de trigo pagadas por los padres de aquellos; 1 fuente dentro del pueblo, de la que se surten de agua los vecinos; 1 iglesia parroquial (Santa Eulalia), y 1 cementerio contiguo a la misma; sirven el culto de ella 1 cura párroco y 1 sacristán, siendo el curato de provisión del ordinario, previa oposición entre los hijos patrimoniales. Confina el término N Santander; E y S Medina de Pomar, y O Céspedes. El terreno es delgado y secano, bañándole el río Nela que pasa a tiro de bala O del pueblo; próximo a este hay 1 monte poblado de algunos robles. Caminos: los locales, y la correspondencia se recibe en Medina de Pomar por los mismos interesados. Producciones: trigo alaga y blanco, centeno, cebada y avena, ganado lanar y cabrío en corto número, caza de codornices en su tiempo, y pesca de anguilas, truchas, barbos y otros peces. Industria: la agrícola. Población: 26 vecinos, 96 almas. Capital productivo: 397.400 reales. Imponible: 39.611. Contribución: 2.070 reales 20 maravedíes.
Diccionario geográfico-estadístico-histórico de España y sus posesiones de Ultramar